# PASGT
PASGT (англ. Personnel Armor System for Ground Troops) (PASGT англ. произношение PAZ-get) — «система индивидуальной бронезащиты сухопутных войск») — бронезащитный комплект (БЗК) в составе бронежилета и бронешлема.
PASGT был принят на вооружение сухопутных войск США в 1980 году (начало поставки в войска было назначено на октябрь 1981 года, по завершении изготовления первой партии в 130 тысяч комплектов). Состоял на вооружении до 2003 года (фактически, замена на более совершенные образцы средств индивидуальной бронезащиты происходила постепенно, в 2004—2009 годы).
В вооруженных силах США с середины 2000-х годов происходила плановая замена бронешлема на более современные Lightweight Helmet и Modular Integrated Communications Helmet, и бронежилета PASGT на БЖ Interceptor. Тем не менее, бронезащитный комплект PASGT до настоящего времени состоит на вооружении вспомогательных (тыловых) подразделений США, ряда стран-союзников США, и широко используются по всему миру силами охраны правопорядка, а также американскими частными военными и охранными компаниями.
В армии США БЗК PASGT заменил собой стальной шлем М1 обр. 1941 года и противоосколочный нейлоновый бронежилет М-69, принятые на вооружение в 1960-е годы. В США БЗК PASGT положил начало применению лёгкой брони средств индивидуальной бронезащиты (СИБ) военного назначения на основе высокопрочной и высокомодульной арамидной ткани «кевлар».

## Бронежилет

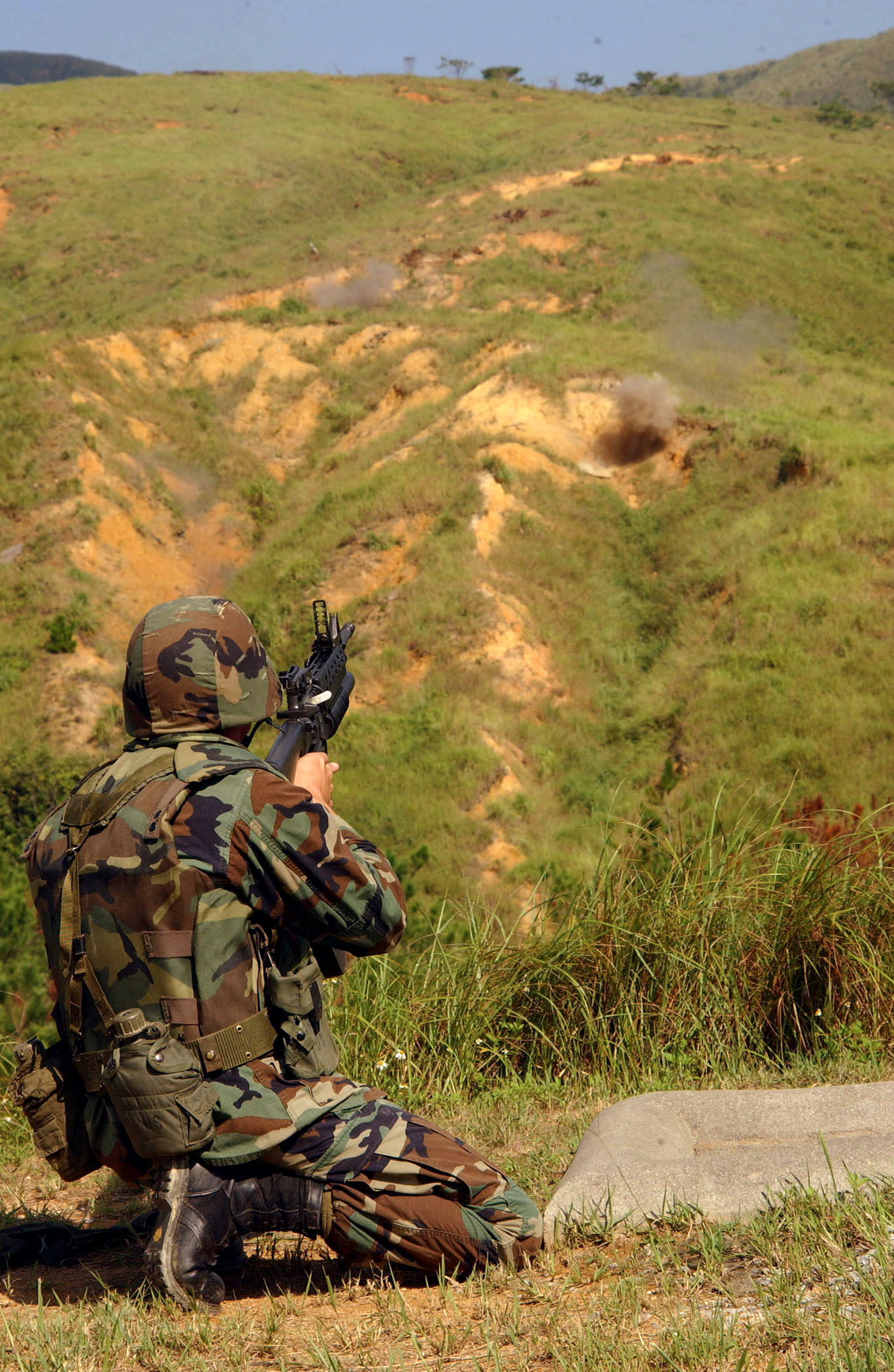
Рядовой ВМС США в бронежилете и шлеме PASGT ведет огонь из подствольного гранатомёта M203 (октябрь 2003)

Бронежилет PASGT — стандартный армейский противоосколочный бронежилет. Является результатом последовательного развития серии противоосколочных бронежилетов сухопутных войск М-52, М-1952, М-1952А (война в Корее), М-69 и ICM. Разработка бронежилета осуществлялась «Нэтикскими лабораториями» на протяжении 1970-х годов, в ходе которой проводились плановая доработка и совершенствование конструкции и эргономики перспективного жилета с устранением недостатков предшествующих моделей М-69 и ICM, выявленных в ходе боевых действий во Вьетнаме. Итогом разработки явилось создание жилета PASGT с сохранеными, относительно жилета М-69 (англ. Fragmentation Protective Body Armor nylon vest), характеристиками площади защиты и массы жилета, но с повышенной на 50 процентов противоосколочной стойкостью. Бронежилет  PASGT с тканевыми защитными элементами из материала «кевлар» был разработан той же группой, которая спроектировала бронешлем.
Обеспечивает защиту верхней части туловища от типовых осколков (поражающих элементов) мин, гранат и артиллерийских снарядов. Характеризуется наличием воротника-стойки для защиты шеи и горла, наплечников и переднего клапана-застежки типа «репейник» (в оригинале Velcro). Защитные элементы жилета, расположены внутри чехла из нейлоновой ткани и состоят их шести раздельных секций. Отдельные секции соединяются друг с другом эластичными полосами с взаимными перекрытиями, чем обеспечивается свобода движений носителя и отсутствие помех функционированию штатной экипировки и снаряжения. Каждая секция выполнена в виде тканевого пакета из 13 слоев арамидной ткани типа «кевлар-29». Секции жилета обработаны специальным водоотталкивающим составом, препятствующим водопоглощению и утяжелению жилета. Жилет выпускается в пяти размерах.
Масса жилета, в зависимости от размера, составляет 3,2-4,9 кг. Площадь защиты (средний размер, масса жилета 4,1 кг) составляет около 58 кв. дм. По противоосколочной стойкости жилет и шлем бронекомплекта PASGT равноценны, при испытаниях стандартным осколочным имитатором массой 1,1 г их стойкость, по V50, находится в пределах 620—650 м/с. Согласно статистическим данным сухопутных войск США, ношение бронежилета PASGT в районах боевых действий уменьшает потери живой силы на 18-53 %.
Одной из первых освоила выпуск жилета PASGT по военным техническим условиям LP/P DES 19-77A фирма Gentex Corp. Ориентировочная стоимость жилета 350 долл. США.
В разговорной речи в среде американских военнослужащих за бронежилетом PASGT закрепилось название "flak vest" - "противоосколочный жилет". 

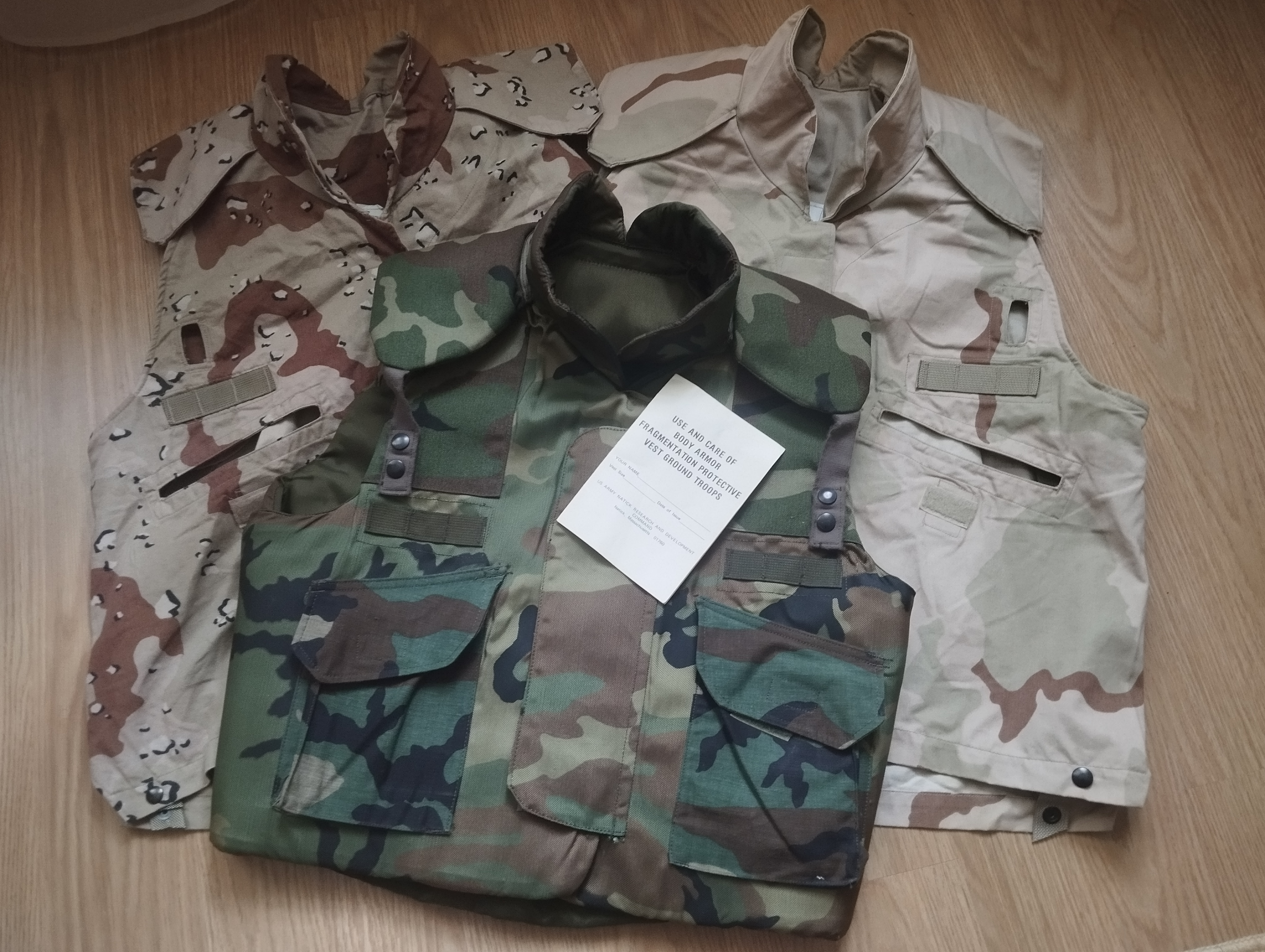
Бронежилет из комплекта PASGT с камуфлированными чехлами

## Бронешлем

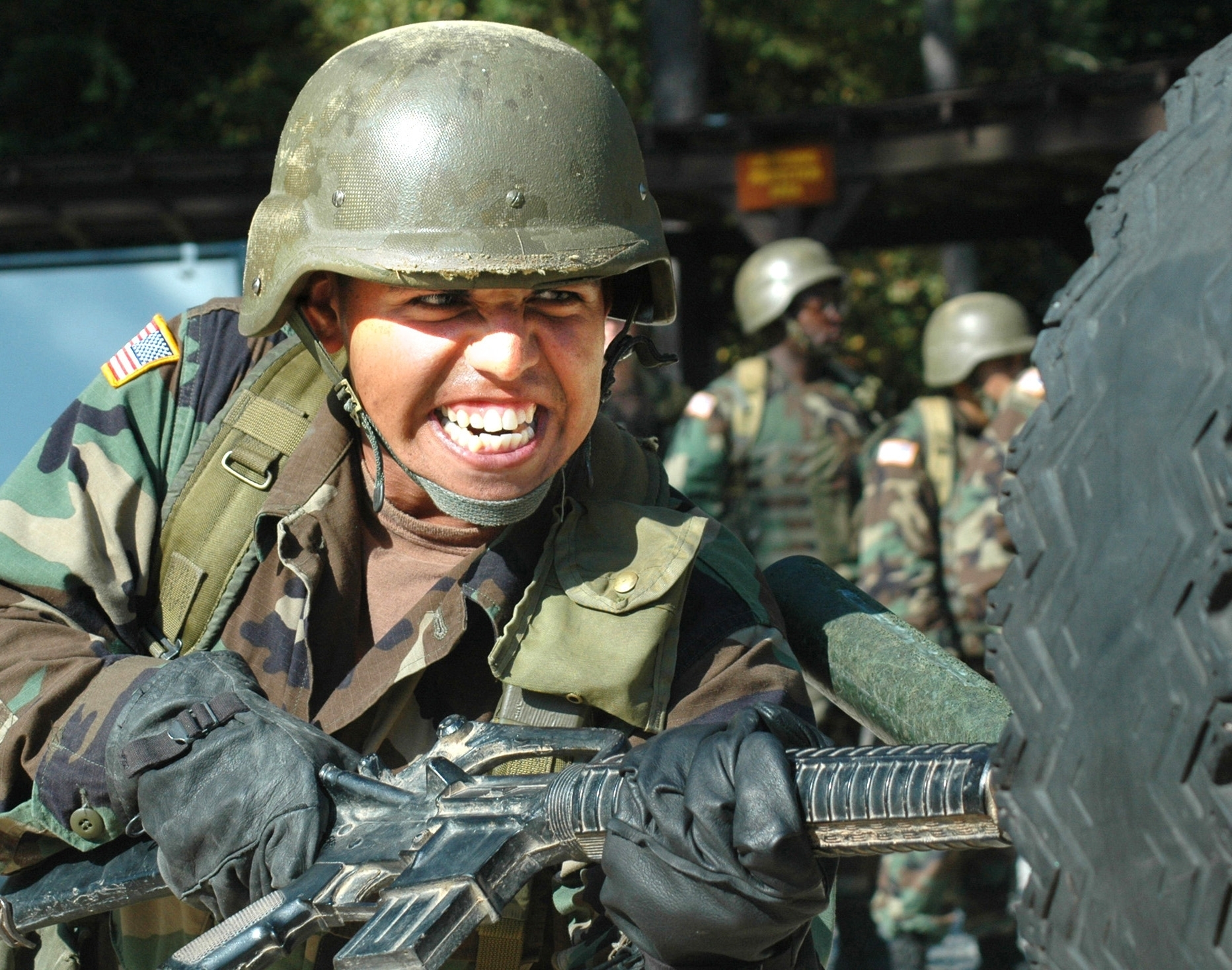
Рядовой армии США Хосе Эрнандес в шлеме PASGT при отработке приёмов штыкового боя, Форт Джексон, Юж. Каролина, 2007 год.

Разработан в середине 1970-х годов после получения положительных результатов опробования технологии нового материала "кевлар". Наибольший вклад при разработке шлема внесли два энтузиаста Нэтикской лаборатории Natick Research Lab., руководитель рабочей группы Фил Дюран Phil Durand и Макманус McManus.
. 

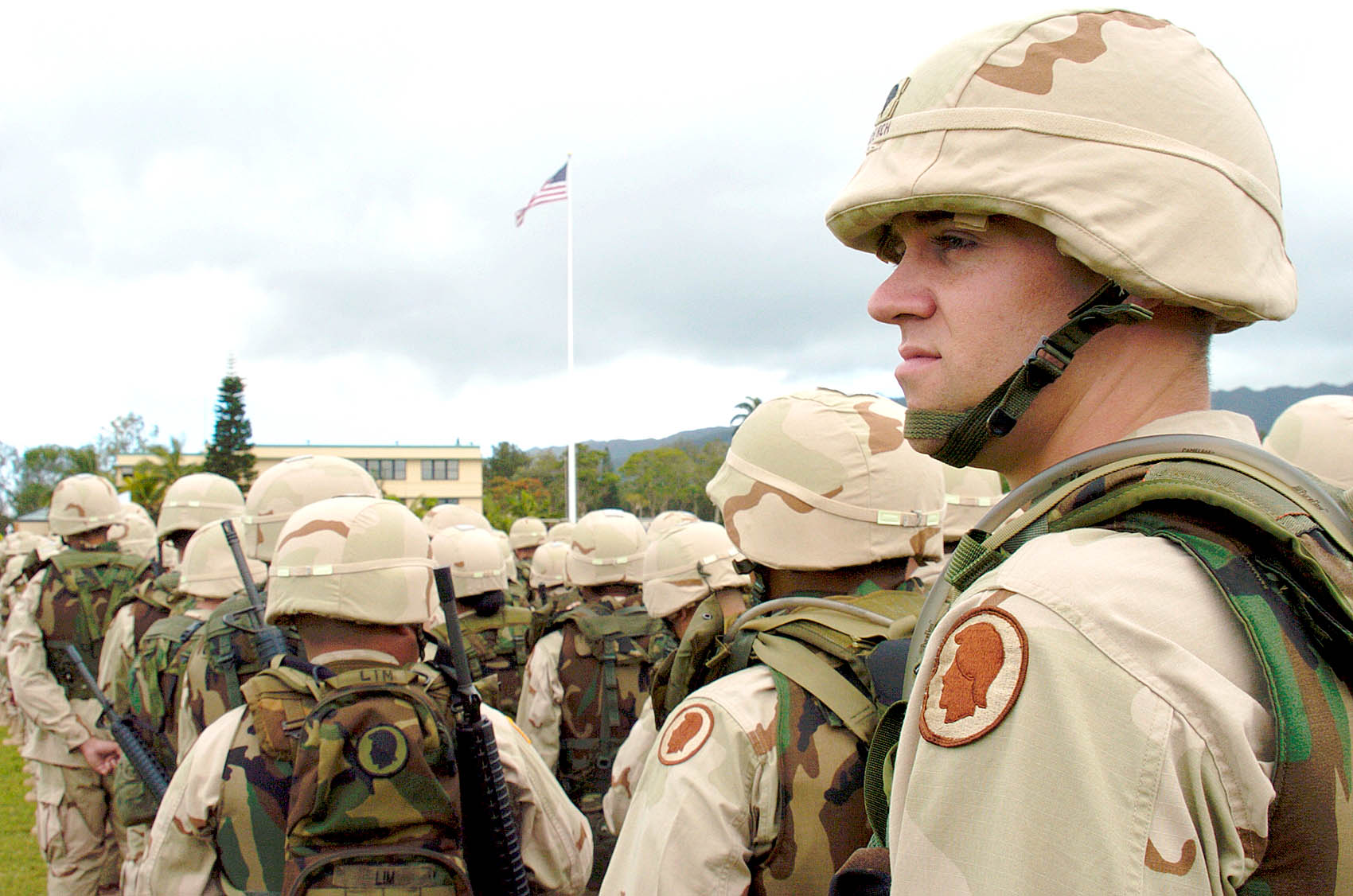
Рядовой армии США из состава Национальной гвардии Армии Гавайских островов в бронешлеме PASGT, март 2004. Двухточечное крепление подбородочного ремешка (англ. two point suspension), вызывавшее многочисленные нарекания за необеспечение устойчивой фиксации. На последующих моделях (модификациях PASGT) - LWH, ACH - заменено на 4-х точечное.

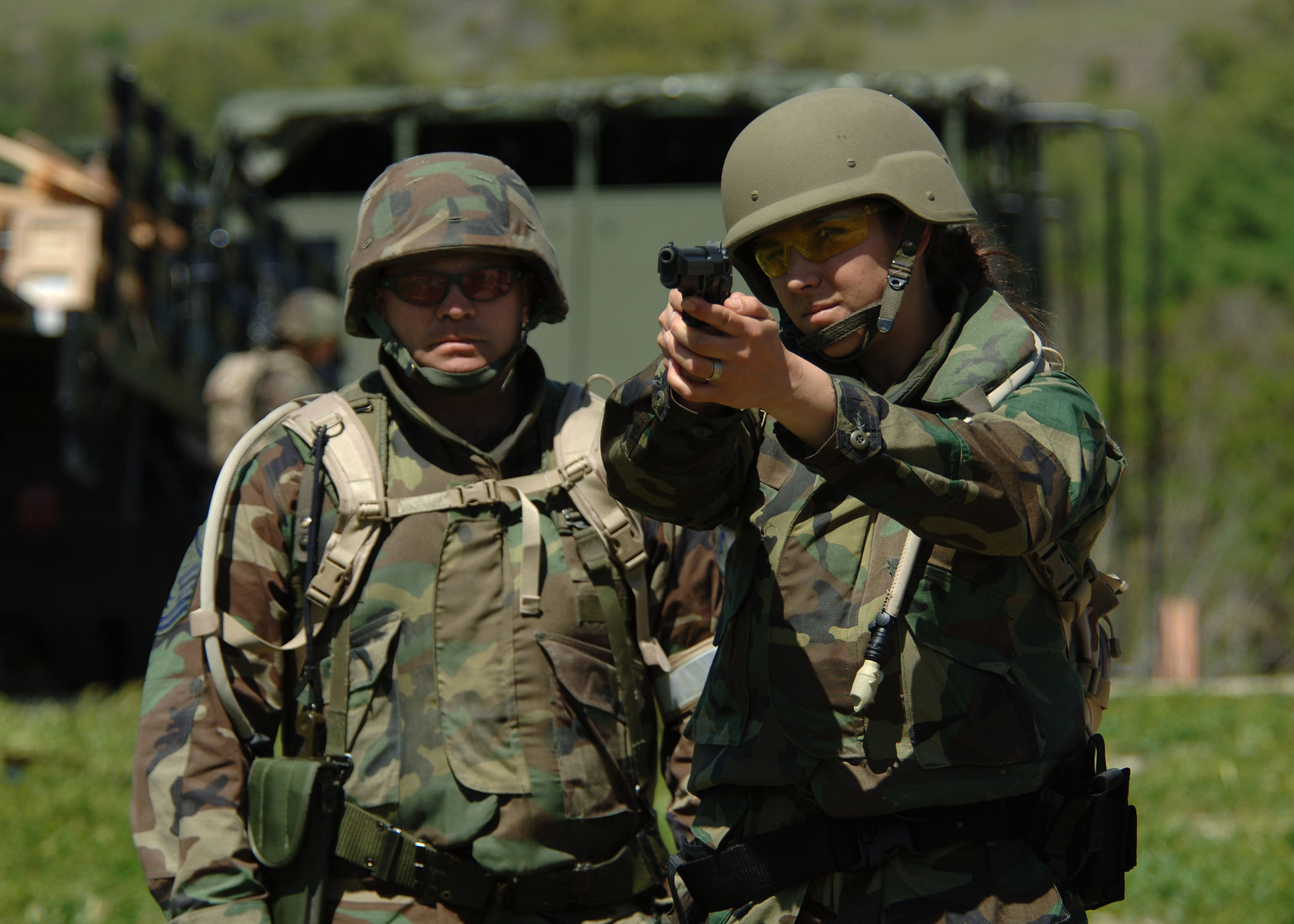
Военнослужащие ВС США в бронезащитных комплектах PASGT на учениях в Кемп-Пенделтон, Калифорния, 2006 г.

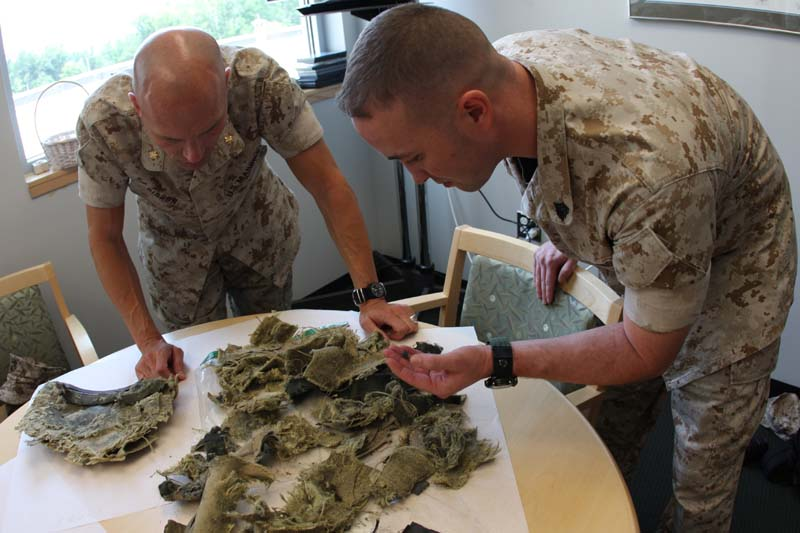
Фрагменты тканевополимерного бронешлема из кевлара, использованного для поглощения энергии взрыва ручной гранаты, Ирак, 2004. Личный состав отделения был спасен, капрал Данэм, закрывший гранату шлемом, погиб.

PASGT отличается от шлемов предшествующего поколения низким положением центра тяжести, а также наличием боковых наплывов (уширений) в поперечной плоскости по уровню ушных раковин относительно купольной части шлема. Полностью закрывает лоб (по уровню надбровных дуг), ушные раковины, височные и затылочную части головы. 
Площадь защиты шлема PASGT на 11 процентов больше по сравнению со стальным шлемом М1 и составляет от 11 до 13 кв. дм. Шлем выпускался в трех, позднее в пяти размерах. Полная масса шлема находится в пределах от 1410 (минимальный размер X-Small) до 1910 граммов (максимальный размер X-Large). Масса шлема среднего размера 1630 г. Шлем в размере  X-Small создавался для женщин-военнослужащих по настоянию Конгресса США. В размере X-Large выпускался во время войны в Заливе.
Бронешлем образца 1980 года выполнен из органотекстолита на основе ткани Kevlar-29 (тип переплетения рогожка 2×2, 474 г/м²), количество слоёв ткани 19. После 1990 года препрег из 29 слоёв ткани (полотняного переплетения 31×31, 234 г/м²) на основе улучшенного волокна Kevlar II (KM2), ткань более плотного переплетения и связующего на основе фенол-формальдегида, модифицированного (в соотношении 50/50) поливинилбутиральной смолой.
Защитную часть шлема получают методом прямого прессования. Массовая доля связующего в органотекстолите 20 процентов, после 1990 года 16-18 процентов. Поверхностная плотность защитной части шлема в 1980 году составляла 11,20 кг/м²; после 1990 года 8,5 кг/кг/м². 
С внутренней стороны шлема имеется ременное подтулейное устройство. 
Противоосколочная стойкость шлема (предельная скорость пробития, V50), определяемая согласно STANAG 2920 при испытаниях стандартным осколочным имитатором FSP массой 1,1 г, составляет не хуже 620 м/с, (по ТУ MIL-H-44099A, параграф 3.5.2 значение V50 должно быть не ниже 610 м/с при доверительной вероятности 0,95), что на 50 процентов выше стойкости стального шлема М1 (415 м/с).
За счет совершенствования физико-механических свойств армирующего волокна и характеристик энергопоглощения органотекстолитовой основы шлема PASGT его защитные свойства за прошедшее время были повышены на 15-20 процентов, чему, как минимум, отвечает уровень стойкости 715 м/с. Указанный уровень противоосколочной стойкости (710 - 750 м/с) к осколку массой 1 г и был реализован в модифицированном варианте шлема PASGT - шлеме LWH (Lightweight Helmet), разработанном для Корпуса морской пехоты США к началу 2000-х годов.
По данным НИИ Стали, фирма Gentex, а также её конкурент фирма SPA (США) уже давно разработали шлемы типа PASGT с уровнем противоосколочной стойкости 680 м/с и выше. Однако масса этих шлемов превышает 1,6 кг (средний размер «М») и в качестве общевойскового шлема они приняты не были. Вместе с тем на вооружении сухопутных войск Франции и Дании имеется защитный шлем SPECTRA, индекс минобороны Франции Série 8320 casque de combat TC «D», который при массе среднего размера 1,4 кг характеризуется фактическим уровнем стойкости к имитатору осколков массой 1,1 г. V50=680 м/с.
Для предотвращения нарушения правильной посадки шлема при резких наклонах головой, шлем PASGT комплектуется подбородочным ремнем. Также комплектуется тканевым чехлом, возможна установка крепления для прибора ночного видения (Helmet Mount Assembly). Подрядчиком министерства обороны США на изготовление шлема PASGT по военным техническим условиям MIL-H-44099A является фирма Point Blank Body Armor. Ориентировочная стоимость шлема PASGT 87 долл. США (в ценах 1990 года), стоимость стального шлема М1 30 долларов.
В 1996 году по заказу военного ведомства США начались работы по программе SEP, результатом которой являлось создание нового стандартизованного образца шлема для вооружённых сил США на замену шлема PASGT. В 2002 году был разработан облегчённый шлем АСН.
«В настоящее время на смену стандартному армейскому шлему PASGT приходит новое поколение шлемов типа ACH (Advanced Combat Helmet), отличающихся меньшей массой, большим удобством в эксплуатации, лучшей адаптацией к другим элементам экипировки пехотинца. Все без исключения программы по разработке перспективного шлема не ставят целью поднятия его защитных характеристик. Предельный уровень противопульной защиты определяется не выше класса IIIA по стандарту NIJ 00106.03 (9-мм полнооболочечная пуля, ударная скорость 420 м/c), противоосколочной — не выше 650 м/с по осколочному имитатору FSP массой 1,1 г стандарта STANAG-2920»'.

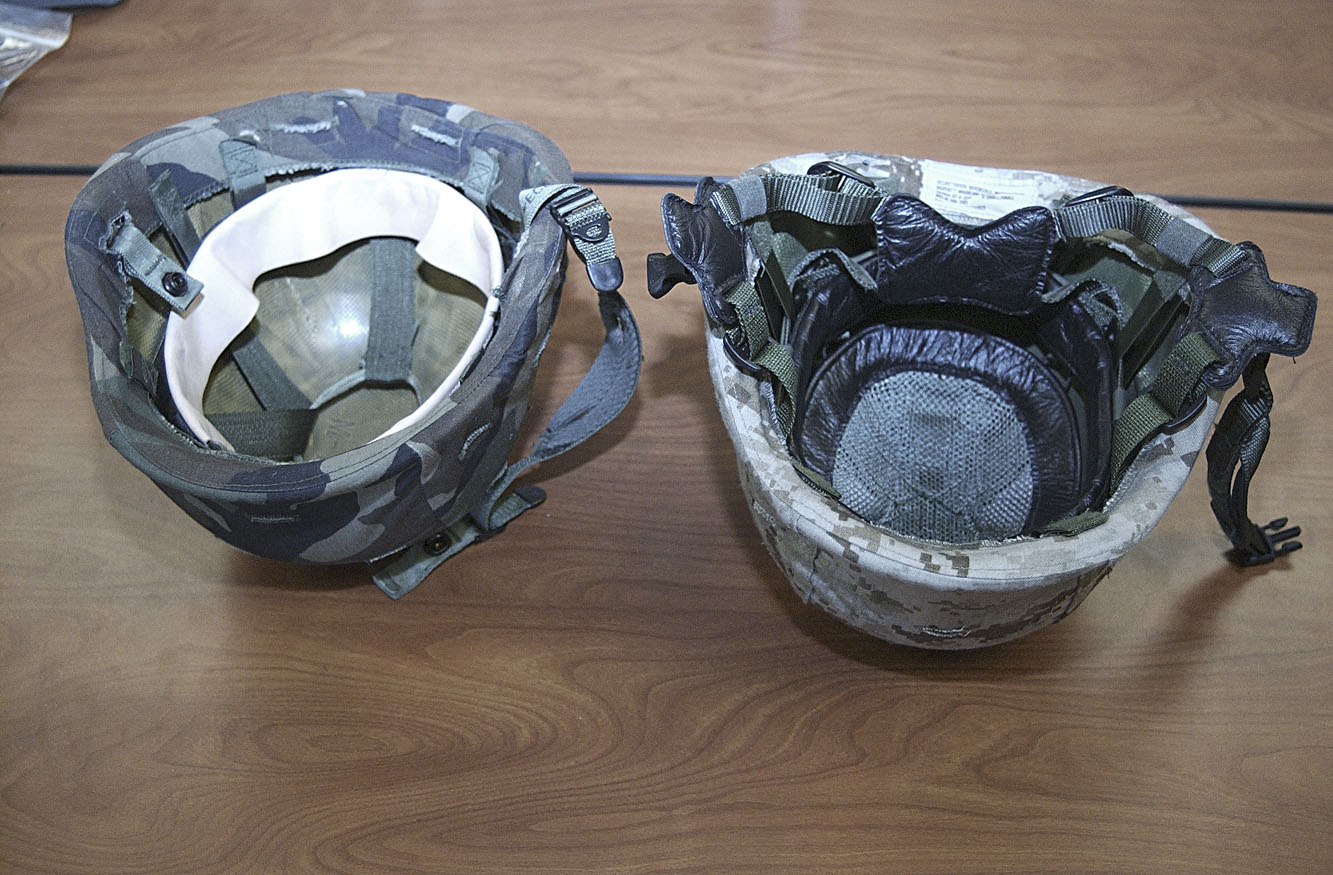
Бронешлем PASGT (слева), поступивший в войска в 1980-х, и бронешлем LWH (справа), заменивший его в частях КМП и ВМС США начиная с 2003 года. LWH легче на 230 г, превосходит PASGT в подгонке по размерам и форме головы. Заметно, что подтулейное устройство (амортизатор) LWH существенно сложнее.

Шлем PASGT стал уникальным для своего времени техническим, конструкторским и технологическим решением, и впоследствии неоднократно являлся предметом копирования другими странами. В настоящее время боевые шлемы типа PASGT (англ. PASGT-style helmets) стоят на вооружении и используются в Канаде, Мексике, Испании, Франции, Германии, Италии, Австрии, Дании, Финляндии, Швеции, Египте, Саудовской Аравии и Сингапуре.

### Замена шлема PASGT
Шлем бронекомплекта PASGT в вооруженных силах США был заменён шлемом Lightweight Helmet для Корпуса морской пехоты, а в сухопутных войсках шлемом Modular Integrated Communications Helmet, которому, в свою очередь, на смену пришёл Advanced Combat Helmet (ACH), стоящий на службе по настоящее время. Оба вида вооруженных сил осуществляют ознакомительную проверку другого шлема - Enhanced Combat Helmet (ECH), поступление которого в войска, как ожидается, должно начаться в 2014 году.